# Cairns Base Hospital

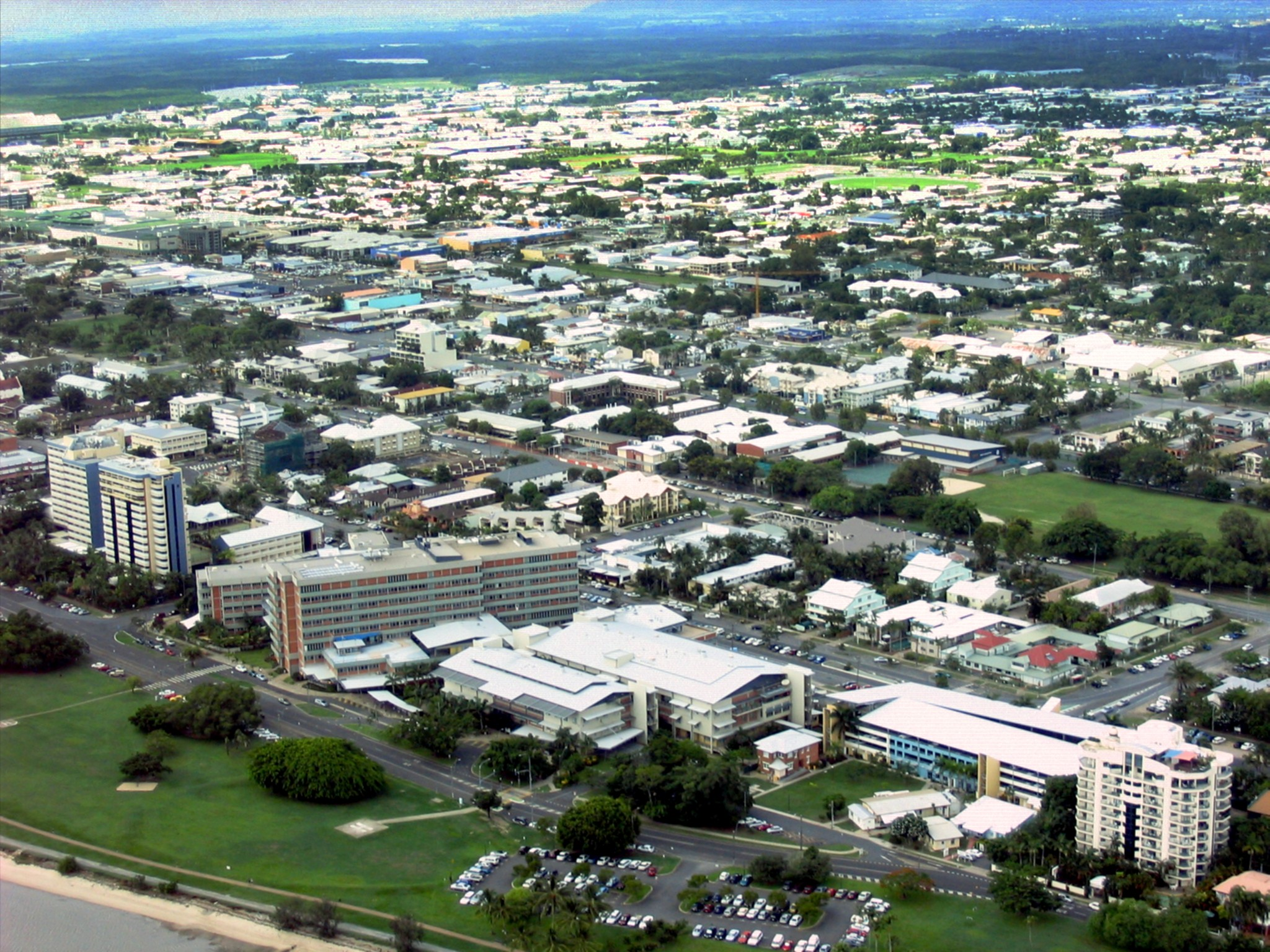
Luftnahme des Cairns Base Hospital (2007)

Eingang des Cairns Base Hospital (2012)

Das Cairns Base Hospital ist ein Krankenhaus der Schwerpunktversorgung in Cairns, Australien. Es wurde 1884 gegründet und liegt unmittelbar im Zentrum der Stadt an der Esplanade.
Neben der Stadt Cairns und ihrer Umgebung stellt es die medizinische Versorgung von etwa 260.000 Menschen aus weiten Teilen des Hinterlandes, Far North Queensland, der südlichen Region um Cairns bis hin zum Cape York, der Torres-Straße und Teilen Papua-Neuguineas sicher.
Aktuell verfügt das Krankenhaus über 450 Betten und beschäftigt 2097 Mitarbeiter, darunter 233 Ärzte und 1101 Pflegekräfte.

## Fachbereiche
- Allgemein- und Viszeralchirurgie
- Unfallchirurgie
- Orthopädie
- Anästhesie
- Innere Medizin (Kardiologie, Nephrologie, Gastroenterologie)
- Onkologie
- Strahlenklinik
- Pädiatrie
- Gynäkologie
- Notfallambulanz
- Radiologie

Das Krankenhaus verfügt über eine moderne interdisziplinäre Notfallambulanz (Emergency Department) mit einer 24-stündigen Aufnahmebereitschaft.
Der Royal Flying Doctor Service ist ebenfalls in der Stadt situiert und versorgt von hier aus den Norden Australiens und angrenzende Länder wie Papua-Neuguinea. Viele Patienten der Flying Doctors werden im Base Hospital weiterversorgt. Der Stützpunkt des RFDS in Cairns ist der größte Standort der Flying Doctors in Australien.

## Medizinische Ausbildung
An das Cairns Base Hospital ist die Clinical School for Medicine and Dentistry der James Cook University angegliedert, die Medizinstudenten des vierten bis sechsten Studienjahres ausbildet.
Aktuell studieren etwa 70 Studenten am Krankenhaus in Cairns. Der Hauptcampus der James Cook University befindet sich in Smithfield, etwa 10 Kilometer nördlich der Stadt.

## Geschichte des Krankenhauses
Im Jahr 1878 hatte sich die Einwohnerzahl der Stadt auf 500 Bewohner erhöht, was die Einrichtung eines Krankenhauses erforderlich machte. Zunächst wurde daher an der Esplanade zwischen der Shields Street und der Aplin Street ein kleines Krankenhaus mit 3 Betten eingerichtet, das von 5 Krankenschwestern betreut wurde. Da das kleine Krankenhaus schon bald nicht mehr den Erfordernissen der Zeit gerecht wurde, wurde 1885 ein neues Krankenhaus etwas weiter nördlich an der heutigen Stelle errichtet. 1912 wurde das Krankenhaus erweitert. 1935 verfügt das Krankenhaus bereits über 136 Betten und 36 Pflegekräfte – bis in die 50er Jahre steigt die Anzahl der Pflegekräfte auf 84 Mitarbeiter an. 1997 verfügte das Haus über 352 Krankenbetten und 543 Pflegekräfte.
2006 wurde das erste Herzkatherlabor im Cairns Base Hospital eröffnet und ein neuer Computertomograph angeschafft. Im Jahr 2007 wurde die Abteilung für Nierenkrankheiten für 1,43 Millionen Dollar erweitert. 2009 wurde das Base Hospital mit einem Magnetresonanztomographen ausgestattet. Zwischen 2009 und 2012 wurde das gesamte Emergency Department modernisiert und in neuen Räumlichkeiten untergebracht sowie das Herzkatheterlabor erneut modernisiert.

## Zahlen und Fakten
| Gesamtaufnahmen im Jahr 2008               | 5.741  |
| Anzahl der Operationen                     | 9.359  |
| Anzahl an Aufnahmen in der Notfallambulanz | 42.891 |
| Anzahl der durchgeführten Dialysen         | 18.439 |
| Anzahl der onkologischen Behandlungen      | 4.091  |
| Geburten                                   | 2.601  |

Alle Angaben Stand 2009.

## Fotogalerie

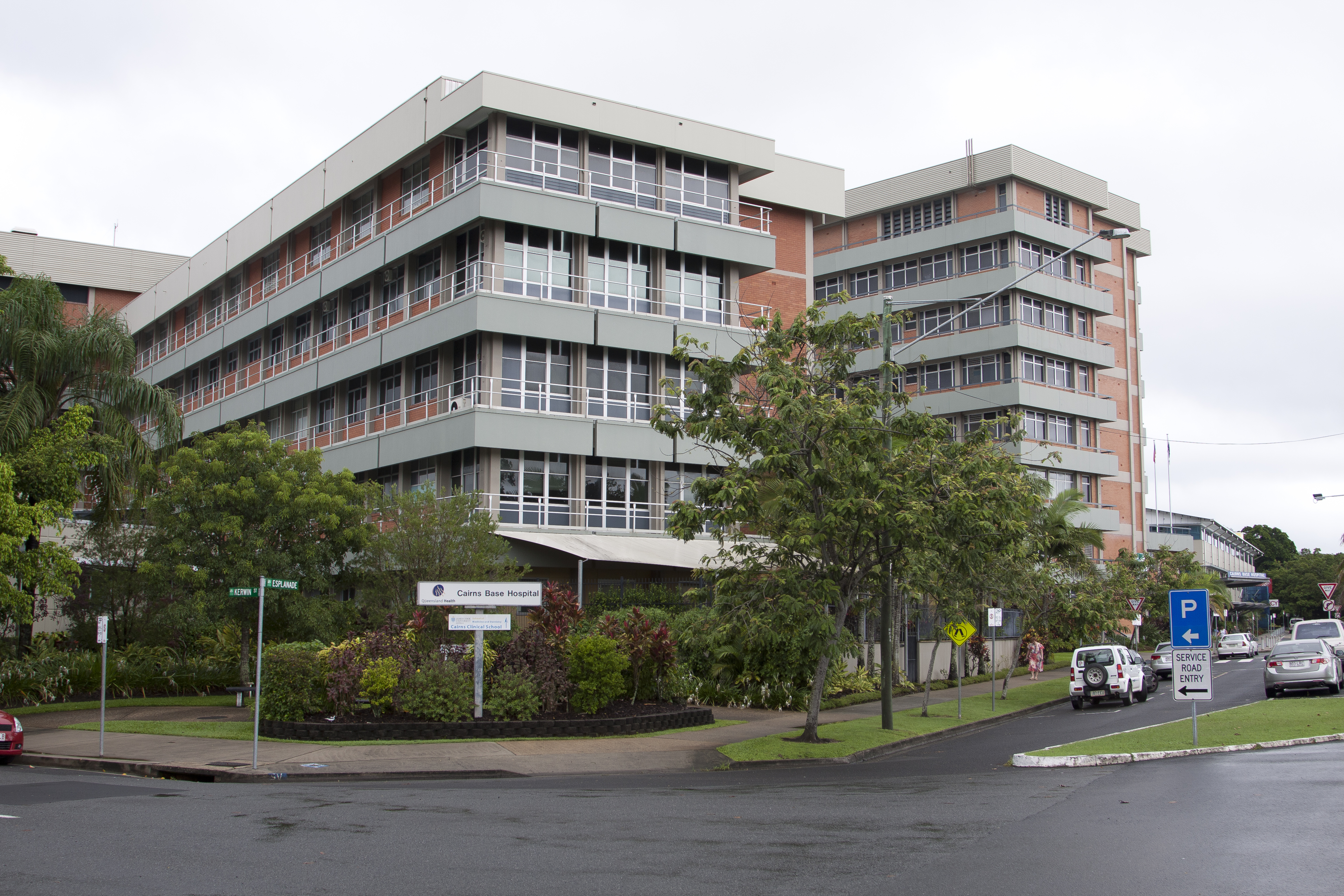
Cairns Base Hospital
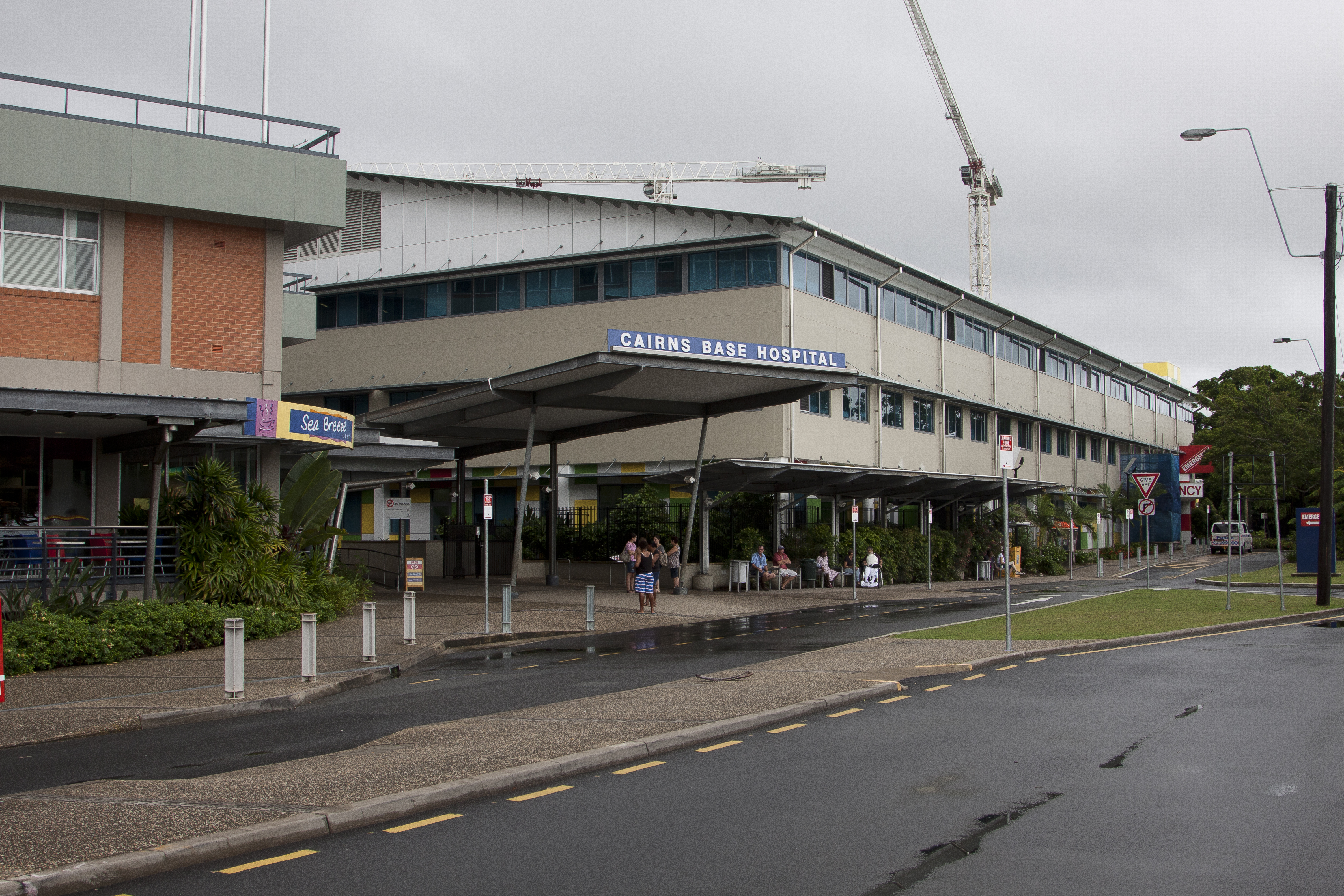
Eingangsbereich
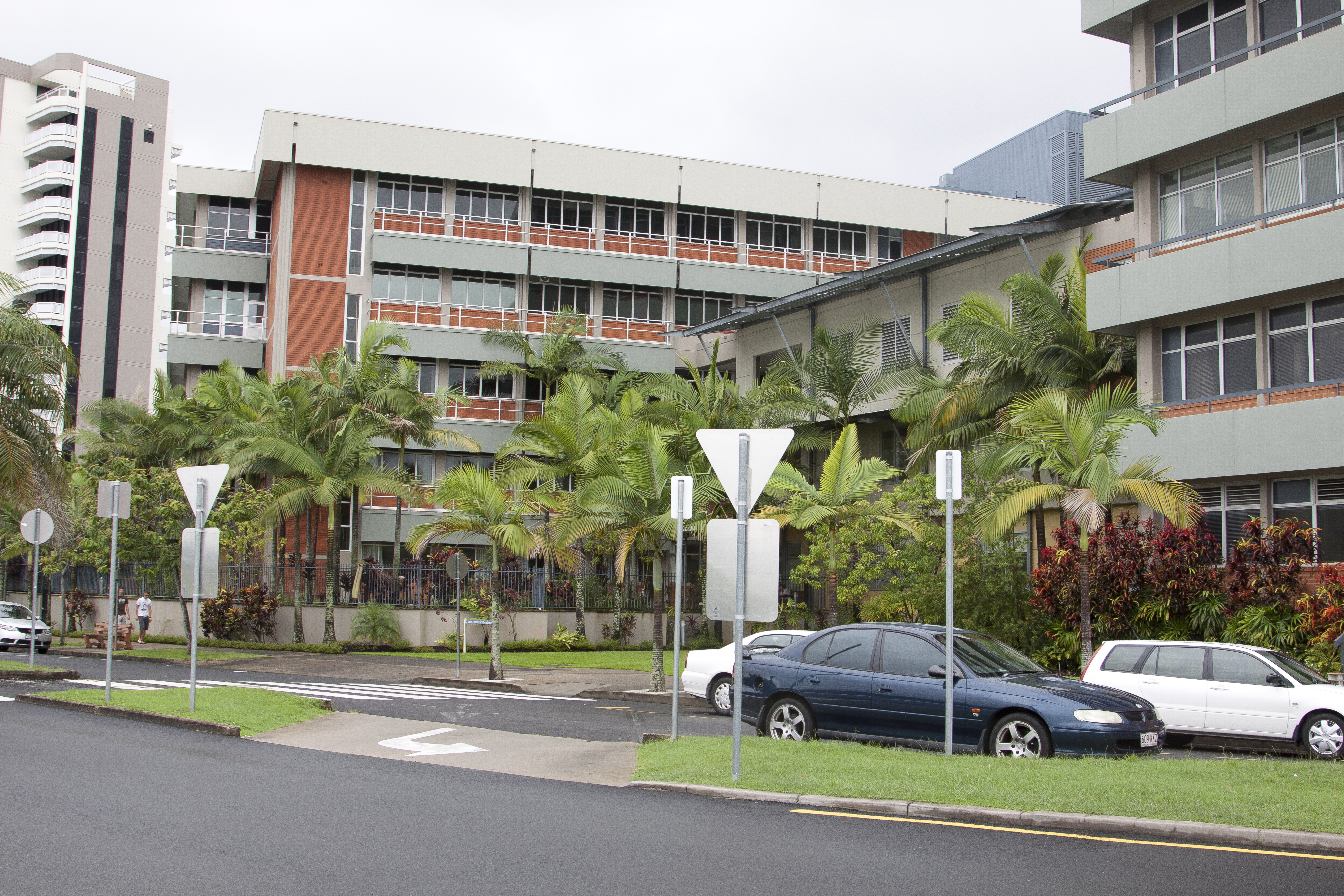
A-Block
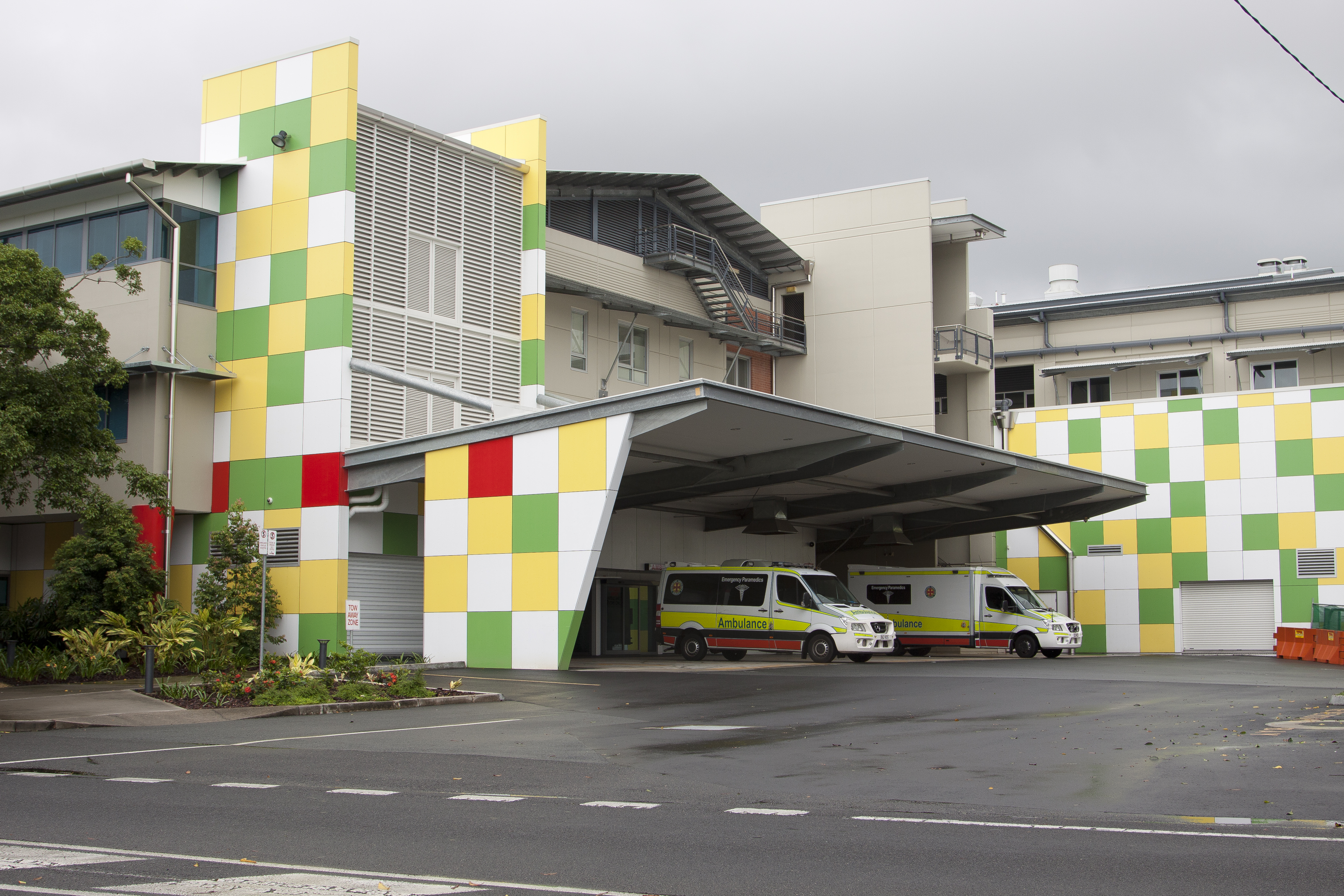
Zufahrt für Rettungsfahrzeuge